# KkStB tendr 56
Tendr řady 56 kkStB byl třínápravový tendr použitý u mnoha lokomotivních řad kkStB i dalších železnic. Vyráběn byl v letech 1894–1908, celkem vzniklo 342 kusů. U ČSD nesl řadu 517.0, u BBÖ řadu 56 a u ÖBB řadu 9056.
kkStB pořizovala tyto tendry ke svým lokomotivám od roku 1894. Jeho předchůdcem byl tendr řady. Tendry dodávala Lokomotivka Floridsdorf, 1. Českomoravská, Ringhoffer, Lokomotivka Vídeňské Nové Město a Lokomotivka StEG. Několik kusů dodala i Maschinen- und Waggonfabrik Kasimir Lipiński, Sanok a Maschinenfabrik Bromovský, Schulz & Sohr, Hradec Králové.
Tendry existovaly jak v čistě uhelném provedení, tak i se zásobníkem oleje pro přídavné olejové topení používané například na arlberské dráze.
V roce 1908 nechala kkStB pro novou lokomotivu řady 210 v lokomotivce Floridsdorf postavit nový tendr s označením 57.01, který byl odlehčenou variantou tendru řady 56 – hmotnost prázdného tendru činila pouze 15,5 t. V roce 1910 byl tento jediný tendr přeznačen na 56.342.

## Technické údaje
|                    | uhlí     | uhlí/olej |
| ------------------ | -------- | --------- |
| Počet náprav       | 3        | 3         |
| Rozvor             | 3200 mm  | 3200 mm   |
| Průměr kol         | 995 mm   | 995 mm    |
| Voda               | 16,7 m³  | 16,7 m³   |
| Uhlí/olej          | 8,5/- m³ | ?/4,5 m³  |
| Prázdná hmotnost   | 17,0 t   | 18,5 t    |
| Hmotnost ve službě | 39,2 t   | 39,2 t    |